# Кольо Витковски
Кольо Петков Витковски е български художник - график и живописец.

## Биография
Роден е на 4 юни 1925 г. в пловдивското село Стрелци. През 1947 г. постъпва в Пражката художествена академия, където след дълго прекъсване завършва специалност графика през 1960 г. След това живее и работи в Пловдив, член е на групата на пловдивските художници от „Априлското поколение“, наред с Георги Божилов - Слона, Йоан Левиев, Енчо Пиронков, Димитър Киров, Бояджана и други. В общи художествени изложби участва от 1962 г., излага и в чужбина - СССР, Полша, Германия, Дания, Швеция, Норвегия. Работи с техники като акватинта и суха игла.
Дълги години работи като директор на Пловдивската художествена галерия. Освен като живописец и график Витковски се изявява и като поет и писател. Публикува стихове и импресии в периодичния печат, автор е на публикуваната през 1989 г. есеистико-пътеписна книга „Парижки дневник“.
През 1966 г. е награден с орден „Кирил и Методий“ – II степен.